# Серая флейтовая птица
Серая флейтовая птица (лат. Cracticus louisiadensis) — вид певчих птиц из семейства ласточковых сорокопутов (Artamidae). Подвидов не выделяют. Эндемик острова Ванатинаи и нескольких небольших островов архипелага Луизиада (Папуа — Новая Гвинея).

## Описание
Серая флейтовая птица достигает длины 27—30 см и массы от 68 до 112 г. Характеризуется массивным телосложением, относительно большой головой, длинным хвостом с квадратным окончанием и короткими ногами. Клюв крепкий, удлинённый, кончик надклювья загнут снизу. Половой диморфизм не выражен. Оперение почти полностью чёрное. Белый цвет имеют пятно на каждой стороне груди; полоса на крыле, образованная двумя частично белыми третьестепенными маховыми перьями; кроющие перья хвоста; большие пятна на кончиках наружных перьев хвоста нижняя части брюха; нижние кроющие перья хвоста и внутренние кроющие перья крыльев. Радужная оболочка тёмно-коричневая; клюв голубовато-серый с чёрным кончиком; ноги чёрные. Молодые особи похожи на взрослых, но более тусклые, чёрные перья у них с едва заметными светлыми кончиками.

## Места обитания и биология
Серая флейтовая птица является эндемиком островов Луизиада. Обитает в нетронутых лесных массивах и на прилегающих лесных опушках, особенно на высоких деревьях. Встречается от уровня моря до высоты 500 м над уровнем моря. Избегает сильно фрагментированных лесных участков, лишенных полога;  участков вблизи крупных населённых пунктов и районов с заброшенными кокосовыми плантациями на северо-западе острова Ванатинаи. 
Серая флейтовая птица питается членистоногими и фруктами, включая некоторые виды фикуса (Ficus), а иногда и мелкими позвоночными, такими как мелкие ящерицы. Гнездится в развилках молодых деревьев или на деревьях, слегка изолированных от опушек леса, например, на берегу реки.